# Governo Necker I
Il Governo Necker I è stato il diciottesimo esecutivo del Regno di Francia, in carica dal 25 agosto 1788 all'11 luglio 1789. Si formò a seguito delle dimissioni del Governo Brienne. 
Il re designò allora come Primo ministro Jacques Necker, economista svizzero, già stato ministro delle finanze sotto il Governo Maurepas anni prima.
Necker avanzò immediatamente la data di convocazione degli Stati Generali per trovare una soluzione alla gravissima crisi finanziaria che stava mandando in rovina l'economia francese. Riunisce prima l'assemblea dei notabili per deliberare sulle modalità dell'elezione dei deputati, particolarmente la domanda del voto per testa o per ordine che non fu troncato, e quella del raddoppio della rappresentazione del terzo stato. Su quest'ultimo punto, siccome era prevedibile, l'assemblea dei notabili si pronuncia sfavorevolmente ma Necker decide di sostenere il raddoppio del terzo stato: è considerato oramai come un "ministro patriota".
Di fronte a una grave penuria di grano, Necker abroga le misure liberali adottate da Brienne in materia di commercio dei grani: vieta l'esportazione dei cereali (7 settembre 1788) così come l'acquisto dei grani all'infuori dei mercati (23 novembre 1788); fa acquistare dei grani all'estero accordando dei premi alle importazioni.
In materia finanziaria, Necker revoca la cessazione dei pagamenti decretati da Brienne e utilizza degli espedienti per riunire i 70 milioni necessari per assicurare i pagamenti fino alla riunione degli Stati generali. All'apertura degli Stati generali, il discorso di Necker, centrato sulle domande finanziarie mentre i deputati non hanno in testa che la domanda del voto, è male accolto. Necker nega di assistere alla seduta reale del 23 giugno 1789 nella quale Luigi XVI fissa i limiti delle concessioni che è pronto ad accordare ai deputati del terzo stato. 
Il Re licenzia il Governo Necker I l'11 luglio 1789, a causa della sua "estrema condiscendenza" nei confronti degli Stati generali e nomina Primo ministro il barone di Breteuil.

## Composizione
| Presidenza                                                          | Presidenza | Presidenza                                             | Presidenza | Presidenza | Presidenza |
| Segretariato                                                        | Titolare   | Titolare                                               | Titolare   | Partito    |            |
| ------------------------------------------------------------------- | ---------- | ------------------------------------------------------ | ---------- | ---------- | ---------- |
| Principale Ministro di Stato Presidente del Consiglio delle Finanze |            | Jacques Necker                                         |            |            |            |
| Ministri di Stato                                                   |            |                                                        |            |            |            |
| Segretariato                                                        | Titolare   | Titolare                                               | Titolare   | Partito    |            |
| Ministro di Stato per le province interne                           |            | Pierre-Charles Laurent de Villedeuil                   |            |            |            |
| Ministro di Stato per le province di confine                        |            | Louis Pierre de Chastenet de Puységur                  |            |            |            |
| Ministro di Stato per le colonie                                    |            | Cesar Henri de La Luzerne                              |            |            |            |
| Ministri                                                            |            |                                                        |            |            |            |
| Segretariato                                                        | Titolare   | Titolare                                               | Titolare   | Partito    |            |
| Cancelliere                                                         |            | René Nicolas de Maupeou                                |            |            |            |
| Segretario di stato per gli affari esteri                           |            | Armand Marc de Montmorin-Saint-Hérem                   |            |            |            |
| Segretario di stato per la guerra                                   |            | Louis Pierre de Chastenet de Puységur                  |            |            |            |
| Segretario di stato per la marina                                   |            | Cesar Henri de La Luzerne                              |            |            |            |
| Controllore generale delle finanze                                  |            | Jacques Necker (come Direttore generale delle finanze) |            |            |            |
| Ministri senza portafoglio                                          |            |                                                        |            |            |            |
| Segretariato                                                        | Titolare   | Titolare                                               | Titolare   | Partito    |            |
| Segretario di stato della Maison du Roi e per gli affari religiosi  |            | Pierre-Charles Laurent de Villedeuil                   |            |            |            |